# João Vithor Oliveira
João Vithor de Oliveira Marques (Rio de Janeiro, 16 de junho de 1995) é um ator brasileiro.

## Biografia
É filho da diretora teatral Bia Oliveira e sobrinho-neto do ator, diretor e dramaturgo Domingos de Oliveira.
Cursou Artes Cênicas na Universidade Candido Mendes, e fez aprofundamento na Técnica de Meisner no Sanford Meisner Center em Los Angeles.

## Carreira

### 2000–09: Campanhas publicitárias e primeiros papéis na TV
Sua primeira aparição na TV ocorreu no ano 2000, aos cinco anos de idade, participando do elenco de apoio de Gente Inocente, tendo realizado teste para o papel de Príncipe Miguel da minissérie O Quinto dos Infernos ao vivo dentro do programa, mas perdeu para o ator mirim Brunno Abrahão.
Realizou alguns comerciais, dentre eles: a campanha para TV e Cinema do Telecine, em 2000 e o comercial do Dia do Médico, em 2004.
Em 2005 estreia como ator de novelas em Floribella, na Band, no papel de Joca. Em 2007 migra para a TV Record, onde fez duas novelas: Luz do Sol, interprentando Quico e Chamas da Vida, onde viveu Rafa. Em 2009 retorna para a TV Globo para integrar o elenco de Malhação ID no papel de Jonas.

### 2010–19: Profissionalização
Desde 2011, participa da montagem da peça de teatro Conto de Verão, com texto do tio-avô Domingos de Oliveira e direção de sua mãe Bia Oliveira, onde interpreta o sedutor Narciso. Fez uma participação em Fina Estampa, no papel de Douglas. Ainda em 2011 participou do comercial "Oportunidade Única" do CNA, e no ano seguinte, da campanha de Natal da Claro Brasil, "Neste Natal, tudo que emociona não pode esperar".
Em 2013 interpreta o jovem Ernest Hauser (José de Abreu), numa participação especial no primeiro capítulo de Joia Rara. No ano seguinte, dá vida a Serginho em Boogie Oogie, um jovem órfão que tinha extrema admiração pelo irmão Rafael, vivido por Marco Pigossi.
Retorna para Malhação em 2015, no papel de João Alcântara, um jovem aventureiro que largou a escola para seguir a carreira musical, mas que tem um destino trágico. Devido ao sucesso de seu personagem, ganhou uma série spin-off no gshow, intitulada Malhação: Os Desatinados, que conta a história de João Alcântara, no último ano antes de sua morte.
No ano de 2017 fez algumas participações em novelas e minisséries como Sol Nascente, onde interpretou Mariano; Rock Story, no papel de Rafa; Os Dias Eram Assim, como Breno; e A Fórmula, no papel de um fotógrafo. No ano seguinte, interpreta Saulo, um aluno da Academia Militar em Deus Salve o Rei.
Em 2019 coescreveu, ao lado de Tiago Herz, e atuou no monólogo Carta a um jovem ator, inspirado numa carta de sete páginas escrito pelo tio-avô, o dramaturgo Domingos de Oliveira.

### 2020–: Papéis maduros
Em 2022 interpretou Beto, um rapaz homossexual que só sente atração por homens heterossexuais que nunca o assumem na série do Prime Video, Lov3.
Em 2024 deu vida a Lucas na série No Ano que Vem do Canal Brasil, um artista plástico adepto do sexting. No mesmo ano, viveu o publicitário Mauro em Garota do Momento, que nutrirá um sentimento por Celeste (Débora Ozório).

## Vida pessoal
Em 2022 assumiu publicamente o namoro com a atriz Julia Dalavia, ao aparecerem juntos na 50ª edição do Festival de Cinema de Gramado.

## Filmografia

### Televisão
| Ano       | Título                       | Personagem                       | Notas                                      | Ref.   |
| --------- | ---------------------------- | -------------------------------- | ------------------------------------------ | ------ |
| 2000–2002 | Gente Inocente               | Entrevistador                    | Quadro: "Tá no Papo"                       | [ 5 ]  |
| 2005–2006 | Floribella                   | Joaquim Fritzenwalden (Joca)     |                                            | [ 7 ]  |
| 2007      | Luz do Sol                   | Henrique Alcântara Diniz (Quico) |                                            | [ 1 ]  |
| 2008      | Chamas da Vida               | Rafael Galvão Ferreira (Rafa)    |                                            | [ 1 ]  |
| 2009      | Geral.com                    | Menino que dá depoimento         | Episódio: "24 de julho"                    |        |
| 2009–2010 | Malhação ID                  | Jonas Duarte                     | Temporada 17                               | [ 8 ]  |
| 2011      | Fina Estampa                 | Douglas                          | Episódios: "8–12 de setembro"              | [ 11 ] |
| 2013      | Joia Rara                    | Ernest Hauser (jovem)            | Episódio: "16 de setembro"                 |        |
| 2014      | Boogie Oogie                 | Sergio Castro e Silva (Serginho) |                                            | [ 14 ] |
| 2015      | Malhação: Seu Lugar no Mundo | João Alcântara                   | Episódio: "17 de agosto"                   | [ 15 ] |
| 2017      | Sol Nascente                 | Mariano                          | Episódios: "6–11 de janeiro"               | [ 18 ] |
| 2017      | Rock Story                   | Rafael (Rafa)                    | Episódio: "21 de março"                    | [ 19 ] |
| 2017      | Os Dias Eram Assim           | Breno                            | Episódios: "1–5 de junho"                  | [ 20 ] |
| 2017      | A Fórmula                    | Fotógrafo                        | Episódio: "13 de julho"                    | [ 22 ] |
| 2018      | Deus Salve o Rei             | Saulo                            |                                            | [ 23 ] |
| 2019      | Vítimas Digitais             | Roger                            | Episódio: "Érica"                          |        |
| 2022      | Lov3                         | Beto                             |                                            | [ 25 ] |
| 2023      | Dom                          | Ernesto                          | Episódios: "Polícia e Ladrão" e "A Caçada" |        |
| 2023      | Últimas Férias               | Marcos Domênico                  |                                            |        |
| 2024      | No Ano que Vem               | Lucas                            |                                            | [ 26 ] |
| 2024–2025 | Garota do Momento            | Mauro                            | Episódios: "11 de novembro–6 de janeiro"   | [ 27 ] |

### Cinema
| Ano  | Título | Personagem | Ref.          |
| ---- | ------ | ---------- | ------------- |
| 2023 | Medusa | Jonathan   | [ 31 ] [ 32 ] |

### Internet
| Ano  | Título                   | Personagem     | Notas                                    | Ref.   |
| ---- | ------------------------ | -------------- | ---------------------------------------- | ------ |
| 2015 | Malhação: Os Desatinados | João Alcântara | Spin-off de Malhação: Seu Lugar no Mundo | [ 17 ] |

## Teatro

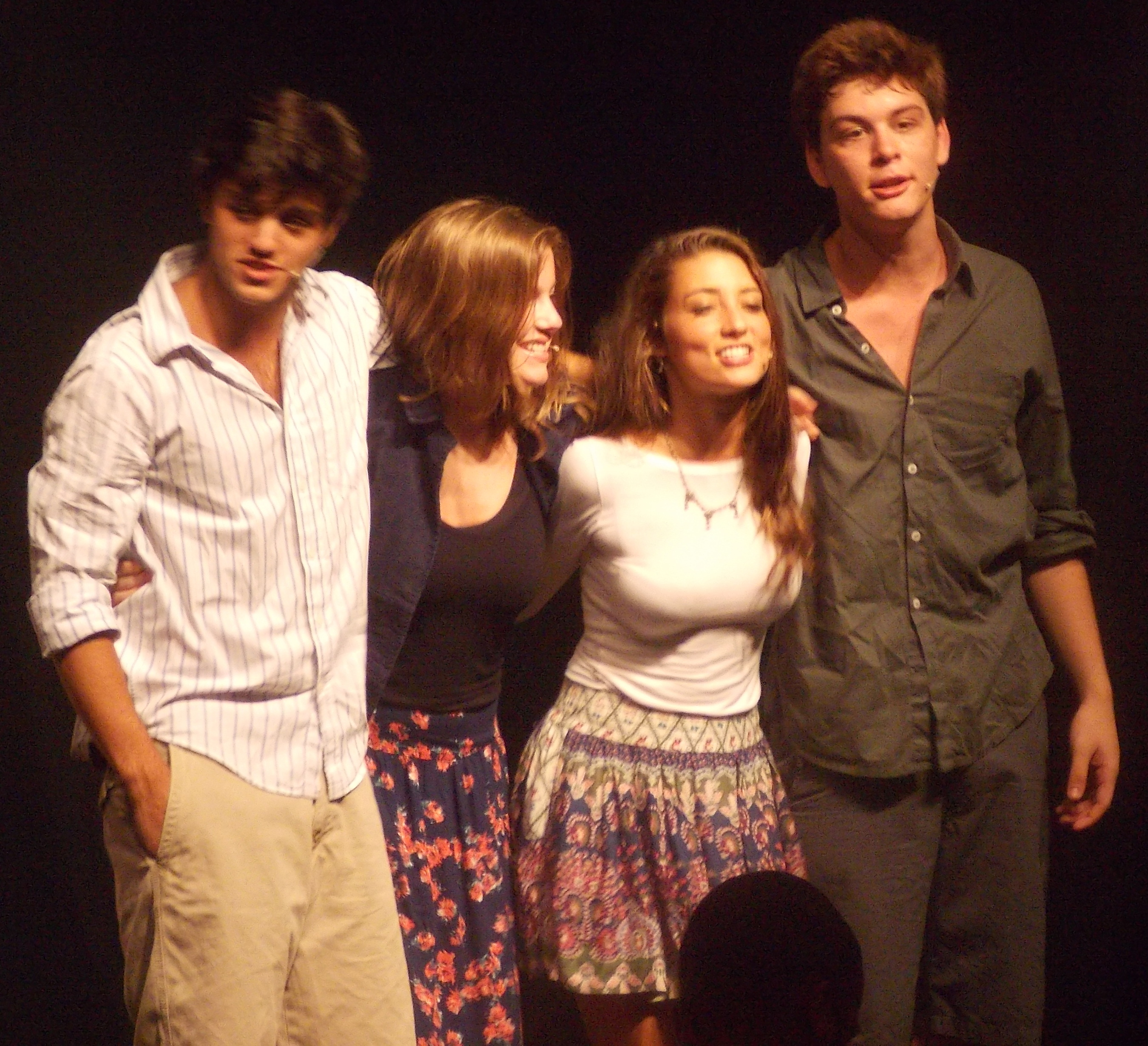
Elenco do espetáculo Conto de Verão agradece ao público após apresentar a peça em Angra dos Reis em 2013 (da esquerda para a direita: Felipe Simas, Alice Wegmann, Júlia Oristânio e Oliveira).

| Ano     | Título                            | Personagem | Notas           | Ref.         |
| ------- | --------------------------------- | ---------- | --------------- | ------------ |
| 2006    | Grease                            |            |                 | [ 6 ]        |
| 2007    | Pintando Sete                     |            |                 | [ 6 ]        |
| 2008    | Capitães da Areia                 | Sem Pernas |                 | [ 33 ]       |
| 2009    | Os Melhores Anos das Nossas Vidas | Juquinha   |                 | [ 33 ]       |
| 2010    | Do Fundo do Lago Escuro           | Ricardo    |                 | [ 33 ]       |
| 2011    | Francisco e o Mundo               | Francisco  |                 | [ 33 ]       |
| 2011–15 | Conto de Verão                    | Narciso    | Também produtor | [ 4 ] [ 10 ] |
| 2019–20 | Carta a um jovem ator             |            | Também autor    | [ 24 ]       |

## Prêmios e indicações
| Ano  | Prêmio                | Categoria            | Indicação   | Resultado | Ref. |
| ---- | --------------------- | -------------------- | ----------- | --------- | ---- |
| 2010 | Prêmio Contigo! de TV | Melhor Ator Infantil | Malhação ID | Indicado  |      |